# UNRIC
Het Regionaal Informatie Centrum van de Verenigde Naties (UNRIC) is een informatiecentrum van de Verenigde Naties in Brussel. De belangrijkste taak van UNRIC is het verspreiden van de VN-boodschap, het creëren van bewustwording en begrip over kwesties met betrekking tot de doelstellingen van de VN. UNRIC dient de West-Europese regio door middel van de verspreiding van VN-voorlichtingsmateriaal, VN-rapporten en documenten, persmappen, affiches, factsheets en brochures. De bedoeling is om alle segmenten van de samenleving te bereiken en daarom staat de UNRIC bibliotheek open voor alle vragen over de VN via telefoon, e-mail en post. VN-documenten en publicaties zijn beschikbaar in het Engels, Frans en Spaans, en delen van het materiaal zijn beschikbaar in andere Europese talen.
UNRIC onderhoudt websites in 13 talen van de regio: Deens, Engels, Frans, Fins, Duits, Grieks, IJslands, Italiaans, Nederlands/Vlaams, Noors, Portugees, Zweeds en Spaans. Elke versie bevat basisinformatie over de VN, de structuur, de doelstellingen, de belangrijkste documenten, aangesloten bureaus, werk- en stagemogelijkheden en de belangrijkste werkterreinen. Bovendien geeft de site informatie over de belangrijkste VN-gerelateerde evenementen, activiteiten en herdenkingen, evenals de programma's van UNRIC en de VN-familie in de regio.
UNRIC organiseert informatie projecten of campagnes met belangrijke partners, zoals overheden, de media, ngo's, onderwijsinstellingen en lokale autoriteiten.

## Betrokken landen
Sinds 1 januari 2004 verstrekt het nieuwe Regionaal Informatie Centrum van de Verenigde Naties (UNRIC) in Brussel informatiediensten aan de volgende Europese landen:
Andorra, België, Cyprus, Denemarken, Finland, Frankrijk, Duitsland, Griekenland, Vaticaanstad, IJsland, Ierland, Italië, Luxemburg, Malta, Monaco, Nederland, Noorwegen, Portugal, San Marino, Zweden, Verenigd Koninkrijk en Spanje.
UNRIC werkt ook samen met EU-instellingen op het gebied van informatie.

## Desk Officers
De belangrijkste taak van een UNRIC-Desk Officer is de bevordering van het VN-systeem en de werkzaamheden in het land / de landen van haar / zijn verantwoordelijkheid. Zo kan dit bijvoorbeeld worden bereikt door de organisatie van voorlichtingscampagnes, het verspreiden van voorlichtingsmateriaal en de publicatie van op-eds geschreven door VN-functionarissen. Een Desk Officer is ook verantwoordelijk voor het regelen van interviews, het organiseren van persconferenties en briefings en voor het volgen van de pers op het gebied van VN gerelateerde kwesties. De taken van een Desk Officer omvatten de productie van gedrukt informatie materialen en de samenwerking met belangrijke maatschappelijke partners op nationaal en regionaal niveau.

## UNRIC-bibliotheek
De UNRIC bibliotheek bezit een verzameling van VN-documenten en publicaties in het Engels, Frans en Spaans, alsmede algemene informatie materiaal over de werkzaamheden van de Verenigde Naties. De bibliotheek biedt diensten via e-mail of telefoon en is toegankelijk voor het publiek.

## Campagnes en projecten

### CoolPlanet2009
Cool Planet 2009 is de Europese voorlichtingscampagne van de VN over klimaatverandering. De CoolPlanet website is het middelpunt van UNRIC's campagne, gericht op het genereren van interesse en betrokkenheid bij vraagstukken over klimaatverandering in Europa. Het mobiliseert de burgers om een nieuw klimaatakkoord te steunen in Kopenhagen in december 2009. De ‘Muur van Evenementen’ op de website is een marktplaats voor Europese ideeën, innovaties en projecten. Bezoekers kunnen eigen klimaat-initiatieven plaatsen en zien wat anderen doen in Europa.
De webpagina werd gelanceerd op 26 februari 2006 door de premier van IJsland Jóhanna Sigurðardóttir namens de ministers-presidenten van vijf landen (Denemarken, Noorwegen, Zweden, Finland en IJsland) op het noordse Globalisering Forum bij de Blue Lagoon in IJsland.
Coolplanet2009 heeft de krachten gebundeld met tal van zogenaamde "coole" partners, zoals Yann Arthus Bertrand en Good Planet, de IJslandse rockband Sigur Rós, Björk's ngo Nattura en de drie voorzitters van de ‘Weg naar Kopenhagen’: Margot Wallström, Vice President van de Europese Commissie, Gro Harlem Brundtland, de speciale VN-gezant voor klimaatverandering en Mary Robinson, voormalig president van Ierland.
CoolPlanet2009 is de Europese tak van de wereldwijde VN-campagne ‘Seal the Deal’. CoolPlanet promoot Seal the Deal in Europa door middel van het concept "Draag Seal the Deal" in samenwerking met de Belgische ontwerper Jean-Paul Knott. Het concept biedt downloadbare Seal the Deal-campagne-instrumenten op basis van een doe-het-zelffilosofie en omvat Seal the Deal-ansichtkaarten, pennen en T-shirts.

### Seal the Deal 2009
De wereldwijde, door de VN geleide Seal the Deal-campagne wil regeringen aanmoedigen om met succes een eerlijk, evenwichtig en effectief klimaatbeleid te sluiten op de klimaatconferentie van Kopenhagen 7 tot 18 december 2009. De campagne werd gelanceerd op 5 juni 2009, op de World Environment Day.
De Seal the Deal-campagne is erop gericht om de bewustwording over klimaatverandering te verhogen en om te benadrukken dat publieke druk uit de hele wereld belangrijk is om politici een akkoord te laten bereiken tegen de tijd dat de vergadering eindigt op 18 december. Om de publieke steun te verzamelen voor de Seal the Deal campagne worden gebruikers aangemoedigd een online wereldwijde petitie te ondertekenen, die zal worden voorgelegd aan de wereldleiders. De petitie zal dienen als een herinnering dat de wereldleiders moeten onderhandelen over een eerlijk, evenwichtig en effectieve overeenkomst in Kopenhagen, en dat ze een deal moeten sluiten om groene groei te bevorderen, onze planeet te beschermen een meer duurzame, welvarende mondiale economie op te bouwen die ten goede komt aan alle naties en alle mensen.

### Mensenrechteneducatie
Mensenrechteneducatie is een campagne van UNRIC die begon in 2009 om het internationale jaar voor de mensenrechteneducatie te vieren. De campagne is gebaseerd op de website, een marktplaats van ideeën voor docenten en studenten waar ze kunnen downloaden en toegang tot materiaal hebben, ervaringen kunnen uitwisselen over het onderwijs en het bestuderen van de mensenrechten, en ze kunnen er contacten, links en partners vinden, alsmede andere praktische en relevante informatie.

### Cartoons voor de vrede
De kracht en de verantwoordelijkheid van de politieke cartoons werd geïllustreerd door het debacle rondom de cartoon van de profeet Mohammed en de omstreden cartoon tentoonstelling over de Holocaust in Iran. "Cartoons voor de vrede", bedacht door de Franse cartoonist Plantu, begon op 16 oktober 2006 op het VN-hoofdkwartier in New York. Twaalf van de meest bekende politieke cartoonisten uit de hele wereld namen deel aan een tweedaagse conferentie om ons te helpen "intolerantie af te leren". De conferentie werd gecombineerd met een tentoonstelling. Een beweging was geboren.

### Development Policy Forum
Het Development Policy Forum (DPF) is een samenwerkingsverband tussen de in Brussel gevestigde denktank ‘Friends of Europe’, de Wereldbank, de Verenigde Naties, de Agence Française de Developpement (AFD), het Britse Department for International Development (DFID) en de Deutsche Gesellschaft für Zusammenarbeit (GTZ). Steun komt ook van de Friedrich-Ebert-Stiftung (FES), het Internationaal Monetair Fonds (IMF), en een associatie met de Europese Commissie Directoraat-generaal Ontwikkeling en betrekkingen met Afrika, de Caraïben en de Stille Oceaan (ACS). Het doel van het partnerschap is om systematisch toekomstige uitdagingen aan te pakken op het gebied van het ontwikkelingsbeleid door middel van levendige debatten en schriftelijke analyses.
De doelstellingen van het DPF zijn:
- Het vergroten van het bewustzijn over ontwikkelingsvraagstukken;
- Het bevorderen van debat over actuele en aan elkaar gekoppelde politieke, economische en sociale kwesties;
- Het samenbrengen van politieke autoriteiten, leden van nationale, internationale en Europese ontwikkelingsorganisaties, commentatoren en vertegenwoordigers van het bedrijfsleven om ontwikkelingsvraagstukken te bespreken en te bediscussiëren.

### Cine ONU
CINE-ONU is een evenement georganiseerd door UNRIC op regelmatige basis (eens per maand). Het is open voor het publiek en het is een van de meest succesvolle initiatieven van UNRIC in Brussel. Het succes is gegroeid in de afgelopen jaren en de verwachting is dat in de nabije toekomst een nog groter publiek zal bereiken. CINE-ONU is de vertoning van een film die relevant is voor een specifiek VN-vraagstuk, gevolgd door een debat met gereputeerde sprekers - ofwel aangesloten op de film, ofwel het vraagstuk in kwestie, of beide. Vaak is CINE-ONU georganiseerd om de bewustwording van een Internationale VN Dag te vergroten en de problemen die daarbij betrokken zijn (bijvoorbeeld de Internationale Dag voor de uitbanning van geweld tegen vrouwen).
CINE-ONU wordt ongeveer twee weken op voorhand aangekondigd, via een interne mailinglist, een online platform dat van soortgelijke evenementen promoot en/of door het ophangen van affiches op universiteiten en culturele centra. De gebruikelijke locatie is de Polakzaal van Residence Palace, Rue de la Loi / Wetstraat 155. Aangezien deze ruimte een beperkt aantal zitplaatsen heeft, worden genodigden meestal gevraagd om zich van tevoren aanmelden door het schrijven van een e-mail naar een van de organisatoren.
Het doel van CINE-ONU is om het bewustzijn te vergroten en het debat over de VN-specifieke vraagstukken aan te zwengelen. Bovendien biedt het haar deelnemers de gelegenheid om premières van zeer gewaardeerde documentaires te zien en vragen stellen aan hoge VN-functionarissen of andere persoonlijkheden.

## UNRIC Magazine
Het tijdschrift UNRIC Magazine biedt een overzicht van de VN-gerelateerde gebeurtenissen die plaatsvinden in West-Europa (UNRIC Activiteiten). Het bevat ook opiniestukken geschreven door hoge VN-functionarissen, een interview van de maand, achtergrond materiaal over belangrijke recente VN-initiatieven, een artikel van een van de medewerkers van UNRIC, nieuwe afspraken en publicaties van rapporten. Een nieuwe editie van het magazine wordt elke maand gepubliceerd.